# Ludwig Otto August Klingelhöfer
Ludwig Otto August Klingelhöfer (* 17. November 1788 in Marburg; † im 19. Jahrhundert) war ein kurhessischer Verwaltungsbeamter. Vom 30. August 1821 (zunächst Kreisrat) bis 31. Dezember 1848 war er Landrat des Kreises Gelnhausen.

## Herkunft und Familie
Klingelhöfer wurde als Sohn des Gerichts- und Polizeiaktuars Johann Ludwig Jakob Klingelhöfer und seiner Ehefrau Luise geb. Greißl in Marburg geboren. Nach seiner Ernennung zum Kreisrat in (und dem Umzug nach) Gelnhausen heiratete er 1823 mit Genehmigung seines Landesherrn Christine Luise Clever, die begüterte Witwe eines Gelnhäuser Ratsschöffen. Aus der Ehe gingen drei Kinder hervor.

## Ausbildung und Beruf
Am 27. Oktober 1805 wurde er als Student der Rechte an der kurhessischen Landes-Universität Marburg immatrikuliert. Nach dem Examen war er bei der Präfektur des königlich-westfälischen Departement der Werra in Marburg und ab 1811 bei der Generaldirektion der Forsten und Gewässer in Kassel tätig. Das von Napoleon I. geschaffene Königreich Westphalen bestand von 1807 bis 1813; König Hieronymus (französisch: Jérôme), der Bruder des Kaisers der Franzosen, residierte in Kassel. Mit der Rückkehr des hessischen Kurfürsten Wilhelm I. wurde Klingelhöfer Anfang 1814 zum Auditeur (Militär-Untersuchungsrichter) und Regimentsquartiermeister des neu aufgestellten Husaren-Regiments bestellt, mit dem er an den Feldzügen gegen Napoleon 1814/15 teilnahm. Er behielt diese Stelle bis zu seiner Berufung 1821 nach Gelnhausen.

## Kreisrat/Landrat in Gelnhausen mit der längsten Dienstzeit
Durch Reskript (Erlass) vom 19. September 1821 ernannte der Kurfürst Klingelhöfer zum ersten Kreisrat für den neugeschaffenen Kreis Gelnhausen. Der mit 800 Talern Jahresgehalt zunächst probeweise ernannte Kreisrat erhielt die „im Falle gehöriger Dienstführung“ vorgesehene Bestätigung am 27. Dezember 1822.
Erster Sitz des Gelnhäuser Kreisrats war das gräflich-ysenburgische Rentkammergebäude in Meerholz, das spätere Rathaus der bis 1972 selbstständigen Gemeinde (heute Stadtteil von Gelnhausen). Die Vergrößerung des Kreisgebiets durch die Ende 1829 verfügte Neueinteilung der Provinz Hanau, die dem Kreis nach der Zuordnung von sechs Dörfern des Amtes Langenselbold an den Kreis Hanau die Ämter Birstein und Wächtersbach (mit einer Stadt, 30 Dörfern und insgesamt 10.717 Seelen) brachte, beantragte der Kreisrat 1831 wegen Mehrarbeit und höherer Reisespesen eine Gehaltserhöhung. In wiederholten Gesuchen wurden auch die hohen Lebenshaltungskosten einer Familie mit drei Kindern hervorgehoben, zu denen die Nähe der großen Städte Hanau, Frankfurt, Offenbach und Aschaffenburg beitrage. Erst als die Regierung in Hanau bestätigte, dass der Kreisrat seine Mehrarbeit „zu unserer Zufriedenheit besorgt hat“, genehmigt man ihm im November 1833 eine Gehaltszulage von 100 Talern, die sechs Jahre später verdoppelt wurde.
Bei anstehenden Beförderungen wurde er jedoch „wegen einer Menge Dienstvernachlässigungen“ wiederholt übergangen. Hier mag die mangelnde Gesundheit Klingelhöfers mitgewirkt haben. Klingelhöfer musste auf ärztliche Anordnung 1829, 1831 und 1835/36 jeweils für mehrere Wochen zur Kur nach Wiesbaden. Ab Ende März 1847 war er wegen gesundheitlich bedingter Dienstunfähigkeit bis zum Januar 1848 beurlaubt und wurde durch Kreissekretär Anton Huck vertreten. Da Klingelhöfer Ende März 1848 wieder erkrankte, die besonderen „Anfordernisse“ des Revolutionsjahres gerade im Süden des Kurstaates eine ordnungsgemäße Verwaltung notwendig machten, wurde er durch Erlass vom 28. Juni 1848 in den Ruhestand versetzt.
Er war schon damals der am längsten im Amt tätige kurhessische Landrat und blieb auch in der Geschichte des Kreises Gelnhausen der Verwaltungschef mit der längsten Dienstzeit.